# Richard Scott, 10.º Duque de Buccleuch
Richard Walter John Montagu Douglas Scott, 10.º Duque de Buccleuch e 12.º Duque de Queensberry KT KBE DL FSA FRSE (14 de fevereiro de 1954) é um pariato escocês, o chefe do clã Scott e o atual detentor dos títulos de Duque de Buccleuch e Duque de Queensberry. Ele é o descendente patrilinear sênior de Jaime Scott, 1.º Duque de Monmouth e filho ilegítimo mais velho do rei Carlos II de Inglaterra, com sua amante Lúcia Walter.
Richard já foi o maior proprietário particular de terras da Escócia, possuindo 217.000 acres (880 km²) de terras escocesas, mas foi superado por Anders Holch Povlsen, que atualmente detém 221.000 acres (890 km²) no país.

## Início de vida
Richard Walter John Montagu Douglas Scott nasceu em 14 de fevereiro de 1954, o filho mais velho do então John Scott, Conde de Dalkeith, e sua esposa Jane McNeill. Uma de suas madrinhas de batismo foi a princesa Margarida do Reino Unido.
Ele estudou no Eton College em Windsor, sendo panjem de honra da rainha Isabel Bowes-Lyon entre 1967 e 1969. Seu pai herdou os títulos de Duque de Buccleuch e Duque de Queensberry em 1973 e assim Scott passou a ser conhecido pelo título de cortesia de Conde de Dalkeith. Ele se formou em 1976 com um bacharelado de artes na Christ Church da Universidade de Oxford.

## Carreira
Scott foi Deputy Lieutenant dos distritos de Nithsdale, Annandale e Eskdale em 1987. Ele brevemente fez parte entre 1989 e 1990 do conselho de administração da Border Television. Scott se juntou em 1994 a Comissão do Milênio como representante do norte da Inglaterra, permanecendo no cargo até 2003. Por seus trabalhos na comissão, ele foi nomeado em 2000 para a Ordem do Império Britânico. Também foi presidente da National Trust for Scotland de 2003 a 2012.
O duque também é o maior dono de terras da Escócia, possuindo aproximadamente 280 mil acres espalhados em diversas propriedades, além de possuir uma coleção artística de grande importância.

## Vida pessoal
Scott se casou em 31 de outubro de 1981 com Elizabeth Kerr, filha de Peter Kerr, 12.º Marquês de Lothian. Eles têm quatro filhos:
- Louisa Jane Therese Montagu Douglas Scott (n. 1 de outubro de 1982) casou-se com Rupert Trotter em 28 de maio de 2011.
- Walter John Francis Montagu Douglas Scott, Conde de Dalkeith (n. 2 de agosto de 1984) casou-se com Elizabeth Hanar Cobbe em 22 de Novembro de 2014.
- Charles David Peter Montagu Douglas Scott (n. 20 de arbil de 1987)
- Amabel Clare Alice Montagu Douglas Scott (n. 23 de junho de 1992)